# Piper PA-34 Seneca
Piper PA-34 Seneca je američki dvomotorni laki zrakoplov, proizveden u zrakoplovnoj tvrtki Piper. Avion se počeo proizvoditi 1971. godine i još se uvijek proizvodi.
Seneca se primarno koristi za osobne i poslovne letove.

## Razvoj
Seneca je zamišljena kao dvo-motora inačica aviona Piper Cherookee Six. Prototip aviona je i bio Cherookee s motorima ugrađenim na krila. Tijekom početnog ispitivanja ovaj prototip je letio kao tromotorni avion (zadržan je originalni motor ugrađen u nos aviona).

## Inačice
- PA-34-200 Seneca I je letnu dozvolu dobila 7. svibnja 1971. a s letovima je počela krajem te godine (kao motel 1972). Pokretana je s dva Lycoming IO-360-C1E6 motora. Desni motor je Lycoming LIO-360-C1E6  gdje "L"  označava da se radilica (s time i propeler) okreće u suprotnom smjeru s čime se eliminira situacija "kritičnog motora" a zrakoplovom je u slučaju potrebe gašenja jednog motora ili njegovog otkaza lakše upravljati.[2][4]

Maksimalna težina prvih aviona je 1.814 kg, dok su kasniji serijski brojevi omogućio MTOW od 1.905 kg.
- PA-34-200T Seneca II je nova inačica kao odgovor na primjedbe za kvalitetu korištenja. Zrakoplov je certificiran 18. srpnja 1974. a uveden je u upotrebu kao model 1975.[4] Na ovoj inačici preuređene su komande leta uključujući proširenje i uravnoteženje krilaca, na kormilu pravca dodan je anti-servo trimer, a na kormilo visine dodan je mehanički uteg koji stvara moment suprotan aerodinamičkoj kompenzaciji (trimeru visine).[2]

Slovo "T" u novom modelu označava turbo-punjač motora sa šest cilindara Continental TSIO -360E ili EB s kojima su se poboljšale osobine aviona posebice na većim visinama. I Seneca II zadržala je prednost suprotno rotirajućih motora.
Seneca II predstavila je "klupski" raspored sjedišta, okrenutih jedan prema drugim (srednji red gleda prema nazad a stražnji prema naprijed) s čime se postiglo nešto više mjesta u putničkom dijelu kabine. MTOW aviona je 2.073 kg a pri slijetanju avion ne smije biti teži od 1.969 kg.
- PA-34-220T Seneca III predstavljena je 1981. godine (letnu dozvolu dobila je 17. prosinca 1980.[4]) Avion pokreću Continental TSIO-360-KB motori od 200 KS (150 kW) koji su u stanju dati 220 KS (165 kW) ograničeno na pet minuta.[4] Povećanje snage uz ograničenje motora na 2.800 rpm (od stalnih 2575 rpm), poboljšava učinkovitost pri penjanju aviona i njegovom krstarenju. Novi zrakoplovi imaju ugrađeno jedno vjetrobransko staklo, metalnu ploču s instrumentima (umjesto plastične na prijašnjim modelima) a neki avioni imaju i električno pokretana zakrilca. MTOW je porastao na 2.154 kg a težina pri slijetanju ne smije biti veća od 2.046 kg.
- PA-34-220T Seneca IV predstavljena je 1994. godine(certifikat je dobiven 17. studenog 1993.). Model je sličan inačici Seneca III uz manja poboljšanja kao što aerodinamički oblikovana obloga motora što je poboljšalo brzinu krstarenja. Motori i težine su ostali isti kao ma inačici -III.[4]
- PA-34-V 220T Seneca je dozvolu za let dobila 11. prosinca 1996. a u proizvodnji je označena kao model 1998. Ponovno je promijenjena obloga motora radi dodatnog poboljšanja osobina leta, nekoliko prekidača u pilotskoj kabini premješteno je s prednjeg panela na gornji. Ugrađivani su neznatno unaprijeđeni Continental TSIO-360-RB motori.[4] Težine uzlijetanja i slijetanja su ostale isti.

## Tehničke karakteristike (PA-34-200 Seneca I)
Osnovne karakteristike
- posada: 1 (pilot)
- kapacitet: 5 putnika
- dužina: 8,69 m
- raspon krila: 11,85 m
- površina krila: 19,4 m2
- visina: 3,02 m
- korisni teret: 715 kg

Letne karakteristike
- najveća brzina: 314 km/h
- dolet: 1.818 km
- brzina penjanja: 415 m/min
- najveća visina leta: 5.914 m
- motor: 2× Lycoming IO-360-C1E6 s 4 cilindra